# شورلت کوروت سی۵ زد۰۶

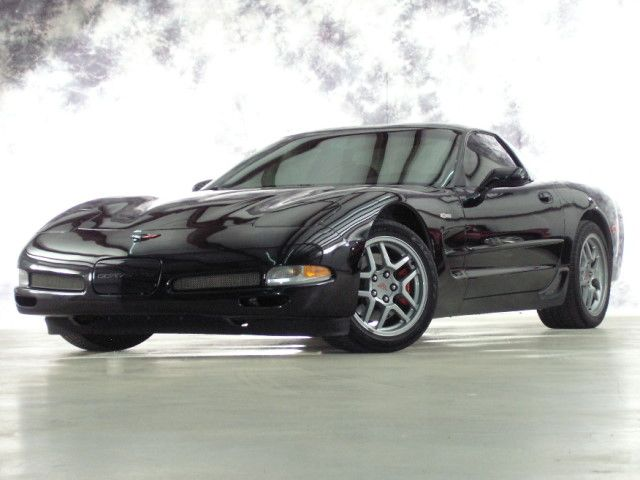

شورولت کوروت سی۵ زد۰۶ (Chevrolet Corvette C5 Z06) خودرویی است که در سال‌های ۲۰۰۱–۲۰۰۴تولید شده‌است.
طراحی آن خودروهای موتور جلو-محور عقب بوده طول آن در حالت طبیعی ۱۷۹٫۷ اینچ (۴٬۵۶۴٫۴ میلیمتر)  است. سیستم جعبه‌دندهٔ آن ۶ دنده به صورت دستی است.